# Idaea proclivata
Idaea proclivata är en fjärilsart som beskrevs av Fuchs 1902. Idaea proclivata ingår i släktet Idaea och familjen mätare. Inga underarter finns listade i Catalogue of Life.